# Karl Siegel (Jurist)
Karl Siegel (* 23. September 1884 in Kandel (Pfalz); † 13. Juli 1969 in Gräfelfing) war ein deutscher Jurist und Präsident des Oberlandesgerichts Zweibrücken.

## Leben
Karl Siegel absolvierte ein Studium der Rechtswissenschaften an der Friedrich-Alexander-Universität Erlangen-Nürnberg und leistete nach der ersten juristischen Staatsprüfung den dreijährigen Vorbereitungsdienst (Referendariat), der ihn zum Amtsgericht Kandel, Landgericht Landau und zum Bezirksamt  Landau führte. Am 5. Oktober 1910 promovierte er in Erlangen mit der Dissertation „Die Abtretung des rechtshängigen Anspruchs nach der deutschen Zivilprozessordnung“ zum Dr. jur. Nach dem Großen juristischen Staatsexamen am 12. Februar 1912 erhielt Siegel eine Anstellung als Assessor und später bei einem Rechtsanwalt in Regensburg, bevor er im August 1913 zur Staatsanwaltschaft Landau kam. Noch im selben Monat wurde er als ständiger Hilfsarbeiter in das Staatsministerium der Justiz einberufen. Nach einer zweimonatigen Tätigkeit in der Kammer der Finanzen bei der Regierung der Pfalz kam er zum Justizministerium zurück, wurde unabkömmlich gestellt, so dass er keinen Kriegsdienst leisten musste. 1915 wurde er Staatsanwalt beim Landgericht München I, 1919 Amtsgerichtsrat und II. Staatsanwalt. 1921 erhielt er die Ernennung zum Landgerichtsrat unter weiterer Verwendung im Justizministerium. 1923 kam er zum Landgericht München I und wurde am 1. April 1925 im Zusammenhang mit der Separatistenabwehr zum Staatsministerium des Äußern beurlaubt. Zum Jahresende kehrte Siegel ins Justizministerium zurück und  wurde dort Oberregierungsrat und Ministerialrat.
In der Zeit vom 1. Juli 1933 bis Kriegsende 1945 bekleidete Siegel als Nachfolger von Friedrich Becker  das Amt des Oberlandesgerichtspräsidenten Zweibrücken, wobei er vom 1. September 1933 an zugleich Präsident der Reichsdisziplinarkammer war.
Nach Kriegsende wurde er von der französischen Militärpolizei verhaftet und interniert. Am 20. April 1946 entlassen, wurde er im Entnazifizierungsverfahren von der Spruchkammer Neustadt a. H. als Mitläufer (Kategorie IV) eingestuft. Zum 1. April 1948 wurde Siegel in den Ruhestand verabschiedet.
Zum 1. Dezember 1933 war er in die NSDAP (Mitgliedsnummer 1.893.425) eingetreten und seit dem 4. August 1933 förderndes Mitglied der SS.